# 台湾瑞木
台湾瑞木（学名：Corylopsis stenopetala）为金缕梅科蜡瓣花属下的一个种。

## 扩展阅读
- 維基物種上的相關：台湾瑞木